# Пилиповицька сільська рада (Радомишльський район)
Пилиповицька сільська рада — колишня адміністративно-територіальна одиниця та орган місцевого самоврядування у Потіївському, Малинському і Радомишльському районах Київської й Житомирської областей Української РСР та України з адміністративним центром у с. Пилиповичі.

## Населені пункти
Сільській раді були підпорядковані населені пункти:
- с. Пилиповичі
- с. Журавлинка
- с. Кайтанівка
- с. Переміжжя

## Населення
Відповідно до результатів перепису населення СРСР, кількість населення ради, станом на 12 січня 1989 року, становила 893 особи.
Станом на 5 грудня 2001 року, відповідно до перепису населення України, кількість мешканців сільської ради становила 703 особи.

## Склад ради
Рада складалася з 12 депутатів та голови.

### Керівний склад сільської ради
| ПІБ                        | Основні відомості                                                                             | Дата обрання | Дата звільнення |
| -------------------------- | --------------------------------------------------------------------------------------------- | ------------ | --------------- |
| Хиля Юрій Сергійович       | Сільський голова, 1955 року народження, освіта, член Всеукраїнського об'єднання 'Батьківщина' | 26.03.2006   | 31.10.2010      |
| Кириченко Ольга Михайлівна | Сільський голова, 1973 року народження, освіта вища, член Партії регіонів                     | 31.10.2010   |                 |

Примітка: таблиця складена за даними джерела

## Історія
Створена в складі с. Пилиповичі та хуторів За Бором, За Річкою, Романів-Ворівськ (згодом — Забор-Романів), Ставок і Чорнело Вишевицької волості Радомисльського повіту Київської губернії. 13 березня 1925 року, відповідно до постанови ВУЦВК «Про поточний розподіл території зліквідованої Малинської округи на Київщині між Київщиною й Волинню», до складу ради включено передані з Коростишівського району села Переміжжя Березівської сільської ради та Журавлинка, Кайтанівка і х. Солдатський Кам'яно-Брідської сільської ради. Після 1925 року хутори За Бором, За Річкою, Ставок не числилися на обліку населених пунктів. На 2 лютого 1928 року в підпорядкуванні ради значився х. Борок. Станом на 1 жовтня 1941 року хутори Борок, Забор-Романів, Солдатський і Чорнело не значилися на обліку населених пунктів.
Станом на 1 вересня 1946 року та 1 січня 1972 року сільська рада входила до складу Радомишльського району Житомирської області, на обліку в раді перебували села Журавлинка, Кайтанівка, Переміжжя та Пилиповичі.
Ліквідована 7 грудня 2017 року через об'єднання до складу Радомишльської міської територіальної громади Радомишльського району Житомирської області.
Входила до складу Потіївського (7.03.1923 р.), Радомишльського (13.03.1925 р., 4.01.1965 р.) та Малинського (30.12.1962 р.) районів.